# Trichopagis manicata
Trichopagis manicata là một loài nhện trong họ Thomisidae.
Loài này thuộc chi Trichopagis. Trichopagis manicata được Eugène Simon miêu tả năm 1886.